# Tunggangri
Tunggangri is een bestuurslaag in het regentschap Tulungagung van de provincie Oost-Java, Indonesië. Tunggangri telt 2492 inwoners (volkstelling 2010).